# Prymas Galicji i Lodomerii
Prymas Galicji i Lodomerii (niem. Primas Unserer Königreiche Galizien und Lodomerien) − tytuł ustanowiony bez zgody Stolicy Apostolskiej w 1817 przez cesarza Franciszka I. Tytułem zostali obdarzeni arcybiskupi lwowscy obrządku łacińskiego. W 1848 cesarz Franciszek Józef I przeniósł tytuł na greckokatolickich arcybiskupów lwowskich. Przestał być w użyciu w 1858.
| Wizerunek | Imię i nazwisko             | Lata sprawowania funkcji | Mianowany przez                                            |
| --------- | --------------------------- | ------------------------ | ---------------------------------------------------------- |
|           | Andrzej Alojzy Ankwicz      | 1815–1833                | Franciszka II Habsburga                                    |
|           | Franz Xavier Luschin        | 1834–1835                | Ferdynanda I Habsburga i prekonizowany przez Grzegorza XVI |
|           | Franciszek de Paula Pisztek | 1835–1846                | Grzegorza XVI                                              |
|           | Václav Vilém Václavíček     | 1847–1848                | Ferdynanda I Habsburga                                     |
|           | Michał Lewicki              | 1848–1858                | Piusa IX                                                   |